# Chrysopilus batak
Chrysopilus batak är en tvåvingeart som beskrevs av Kerr 2010. Chrysopilus batak ingår i släktet Chrysopilus och familjen snäppflugor. Inga underarter finns listade i Catalogue of Life.